# Francesco D'Adamo
Francesco D'Adamo (Milano, 2 febbraio 1949) è uno scrittore italiano.
Nato nel 1949 da profughi istriani arrivati in Italia a Milano dopo la Seconda guerra mondiale, vive per qualche tempo a Cremona per poi trasferirsi a Milano dove attualmente vive.

## Biografia
Laureato in lettere moderne all'Università di Milano, ha insegnato materie letterarie nelle scuole superiori e negli istituti tecnici, per poi dedicarsi alla scrittura. Il suo primo libro è stato scritto nel 1990 ed è un romanzo noir per adulti intitolato "Overdose" che parla delle imprese di un gruppo di sbandati drogati. Nello stesso anno scrive per un'antologia curata da Massimo Moscati per Oscar Mondadori intitolata Nero italiano. 27 racconti il racconto 50 grammi di eroina. Nel 1996, in collaborazione con Rosaria Guacci, cura Nero di seppia, costituito da 15 racconti che trattano il binomio giallo-cibo. Sul finire degli anni '90 inizia a scrivere per i ragazzi, definiti da lui stesso adulti che hanno qualche anno in meno. 
La sua esperienza di insegnante la ritroviamo in due articoli dell'inizio del 2000: Un circolo un po' speciale: Cronaca di un'esperienza di lettura in un istituto tecnico di Milano e Un libro per cuccare: Lo scaffale di narrativa di un istituto tecnico, tra classici e contemporanei..
Il suo romanzo Storia di Ismael che ha attraversato il mare ha avuto molto successo .
Nel 2001 scrive Storia di Iqbal, ispirato alla vita di Iqbal Masih, con cui vince il Premio Cento nel 2002 e il premio Christopher Awards negli USA. Nel 2006 vince il Premio di Narrativa per ragazzi " Comunità Montana Altocrotenese" con Jonny il seminatore e nel 2012 è finalista con Radio Niente al Premio Letterario "Annamaria Castellano". I suoi romanzi sono noti per il livello formativo e pedagogico e per questo apprezzati nelle scuole. Ha anche collaborato con Arcilettore.

## Opere

### Narrativa per adulti
- Overdose, Milano, Mondadori, 1990
- 50 grammi di polvere, in Moscati M. (a cura di), Nero Italiano. 27 racconti, Milano, Mondadori, 1990, pp.201-213
- Trippa, pianura, tenebre, in D'Adamo, R. Guacci (a cura di), Nero di seppia, Roma, Gambero Rosso Editore, pp. 20-27

### Narrativa
- Lupo Omega, Trieste, EL, 1999, finalista al Premio Cento, Premio Città di Penne e premio Sanguinetto
- Mille pezzi al giorno, S. Dorligo della Valle, EL, 2000
- Storia di Iqbal, S. Dorligo della Valle, EL, 2001, vincitore Premio Cento, Premio Cristopher Awards e segnalato all'American Library Association, poi Firenze, F. Le Monnier, 2002; Einaudi Ragazzi, 2008; Mondadori education-Salani narrativa, 2009
- Bazar, S. Dorligo della Valle, EL, 2002, poi Firenze, F. Le Monnier, 2003
- Johnny il seminatore, Milano, Fabbri, 2005
- Storia di Ouiah che era un leopardo, Milano, Fabbri, 2005, poi Milano, Rizzoli, 2009
- Storia di Ismael che ha attraversato il mare, Novara, De Agostini, 2009
- Radio Niente, Novara, De Agostini, 2010
- Tempo da lupi, Novara, De Agostini, 2012
- "Oh, freedom!", Milano, Giunti, 2014
- Dalla Parte Sbagliata. La Speranza Dopo, Giunti, 2015
- Il Re dell'Asteroide (con le illustrazioni di Sergio Masala), Imola, Bacchilega Junior, 2015
- Falcone e Borsellino paladini della giustizia, S. Dorligo della Valle, EL, 2015
- Oh, Harriet!, Milano, Giunti, 2018
- Antigone sta nell'ultimo  banco, Milano, Giunti, 2019
- La traversata, Milano, 2021
- Giuditta e l'orecchio del diavolo, Milano, Giunti, 2022
- Il sentiero degli orsi, Mondadori, 2024, dedicato all'orsa Amarena

### Saggistica e articoli
- Il piacere di leggere: un'esperienza (informale) in un Istituto Tecnico di Milano, in "Sfoglialibro", luglio 2001, pp. 48-50
- Un libro per cuccare: Lo scaffale di narrativa di un Istituto tecnico, tra classici e contemporanei, in Salvati C.I. (a cura di), Biblioteche Scolastiche, rassegna annuale di temi, informazioni, documenti. Milano, Editrice Bibliografica, 2003, pp. 85-89
- I miei romanzi pieni di maiuscole, in LG Argomenti.1. 2010 pp. 27-31
- Non sempre vivono felici e contenti. Raccontare la realtà ai ragazzi, in Bacchetti (a cura di), Attraversare boschi narrativi, tra didattica e formazione. Napoli, Liguori, 2010